# 밥 깁슨
로버트 ("밥") 깁슨(Robert "Bob" Gibson, 1935년 11월 9일 ~ 2020년 10월 2일)은 은퇴한 미국의 프로 야구 투수로 세인트루이스 카디널스(1959~75)와 메이저 리그 베이스볼에서 17개의 시즌을 활약하였다. "Gibby"와 "Hoot"이라는 별명이 붙은 깁슨은 자신의 경력 동안에 251개의 우승, 3117개의 스트라이크아웃과 2.91의 방어율을 기록하였다. 9회의 올스타와 2회의 월드 시리즈 챔피언인 그는 2회의 사이 영 상과 1968년 내셔널 리그의 MVP 상을 받았다. 1981년 그는 적격의 자신의 첫해에 미국 야구 명예의 전당에 헌액되었다. 1975년 9월 카디널스는 그의 등번호 45번을 영구 결번 시켰고 2014년 그를 팀 명예의 전당으로 헌액시켰다. 2020년 10월 2일 지병인 췌장암으로 별세했다.

## 어린 시절
네브래스카주 오마하에서 태어난 깁슨은 패크와 빅토리아 깁슨의 7명의 자식 중 막내였다. 깁슨의 출생하기 3달 전에 그의 부친이 결핵으로 사망하였고 깁슨 자신은 그 부친의 명예에 패크 로버트 깁슨으로 이름이 지어졌다. 자기 부친의 유산을 받은 동안에 깁슨은 패크라는 이름을 싫어하고 후에 자신의 첫 이름을 로버트로 바꾸었다. 그가 구루병 같은 건강 문제가 포함된 어린 시절과 자신이 3세 때 천식 혹은 폐렴의 심각한 병을 앓았어도 깁슨은 스포츠에서 활동적이었으며, 야구와 농구를 하였다. 깁슨보다 15세 연상인 그의 형 조시는 자신의 초기 생애에 깊은 영향력을 가져 깁슨에게 선도자를 지냈다. 깁슨은 자신의 형이 코치를 맡은 청소년 야구와 농구팀의 다수에 나갔으며 지방 YMCA를 통하여 결성된 팀들에서 활약하였다.
깁슨은 오마하 기술 고등학교에서 수학하는 동안에 육상, 야구와 농구팀들에 참가하였다. 건강 논쟁들이 깁슨을 위하여 표면화되었어도 그는 빠르게 자라난 분출과 함께 직렬에 일어난 심장 잡음의 이유로 고등학교 스포츠에서 나가는 데 의사의 허락이 필요하였다. 깁슨은 링컨에서 신문에 의하여 고등학교 자신의 시니어 해에 주립 농구팀으로 임명되었고 곧 후에 크레이턴 대학교로 농구를 위한 장학금을 얻었다.
크레이턴 대학교에서 수학하는 동안에 깁슨은 사회학에서 주전공이었고 지속적으로 농구를 하는 성공을 경험하였다. 그의 주니어 농구 시즌의 말기에 그는 한 경기에 22점을 평균하였다. 대학교에서 자신의 졸업이 접근하면서 1957년의 봄은 깁슨을 위하여 바쁜 시간을 입증하였다. 결혼의 곁에 깁슨은 할렘 글로베트로터스 농구팀과 세인트루이스 카디널스 야구팀의 흥미를 획득하였다. 1957년 깁슨은 카디널스와 계약을 맺는 데 3천 달러의 보너스를 받았다. 그는 그해를 위하여 팀과 함께 시작을 미루었고, 할렘 글로베트로터스와 함께 농구를 하였다.

## 야구 경력
깁슨은 1959년 시즌의 시작을 위하여 카디널스의 빅 리그로 임명되어 구원 투수로서 4월 5일 자신의 메이저 리그 데뷔를 기록하였다. 곧 후에 오마하에서 카디널스의 마이너 리그 제휴 팀과 다시 임명된 깁슨은 출발 투수로서 7월 30일 메이저 리그로 복귀하여 그날 자신의 첫 메이저 리그 우승을 얻었다. 1960년 깁슨의 경험은 비슷하였고 6월 중순까지 카디널스와 그들의 로체스터 제휴 팀 사이에 뒤섞이기 전에 카디널스를 위하여 9개의 이닝을 투구하였다. 5.61의 방어율과 함께 3승 6패의 기록을 게시한 후, 깁슨은 그해 시즌의 종말에 동계 야구에 참여하러 베네수엘라로 여행을 떠났다. 카디널스의 감독 솔리 헤머스는 1961년 시즌의 첫 절반을 위하여 불펜과 출발 투수 전환 사이에 깁슨을 뒤섞었다. 7월 헤머스는 몇 년 동안 오마하 마이너 리그에 깁슨의 감독을 지내온 조니 킨에 의하여 카디널스의 감독으로서 대체되었다. 킨과 깁슨은 긍정적인 프로 관계를 나누었고 킨은 즉시 깁슨을 전임적인 출발 투수 전환으로 옮겼다. 깁슨은 그해의 나머지에 11승 6패의 기록을 수집하는 데 처리하였고 완전한 시즌을 위하여 3.24의 방어율을 게시하였다.

### 1962 ~ 67

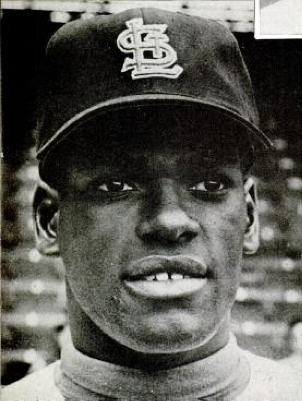
1962년의 깁슨

1962년 5월 후순에 깁슨은 자신의 첫 메이저 리그 오르타 팀에 임명되는 데 자신의 길에 22와 3분의 2의 연속적 득점 없는 이닝을 투구하였다. 1959년부터 1962년까지 각각 시즌을 활약한 추가적인 올스타 경기의 이유로 깁슨은 자신이 2개의 이닝을 투구한 2번째 1962년 내셔널 리그 올스타 경기로도 임명되었다. 시즌의 후기에 발목이 부러짐을 겪은 후 가끔 "Hoot"이라는 별명으로 여겨진 깁슨은 아직도 자신의 첫 200 플러스 스트라이크아웃 시즌과 함께 1962년을 끝냈다. 그 발목의 복구는 느리게 진행되었고 1963년 시즌의 5월 19일로 봐서 그는 단 하나의 우승을 기록하였다. 그러고 나서 깁슨은 7월 후순으로 대비하여 6개의 연속적 우승을 뽑아내는 데 자신의 슬라이더와 2개의 다른 패스트볼 투구들에 의지하는 데 전향하였다. 깁슨과 전부의 다른 내셔널 리그 투수들은 히트를 치는 버클 위에 스트라이크 존을 확장한 규칙의 변화로부터 투구들로부터 이익을 얻었다. 그의 투구 상연들로 추가는 다른 내셔널 리그 팀들에 전체 투수들의 합쳐진 장타율의 산출보다 한 수 위인 그의 20개의 장타율과 함께 깁슨의 방어적 생산이었다. 깁슨의 18개의 우승과 동료 선수 스탠 뮤지얼 은퇴의 여분 자극과도 카디널스는 1위의 6개의 경기들을 끝냈다.
1963년 자신의 마지막 시즌 페넌트 득점을 쌓으면서 1964년 카디널스는 당시 미국에서 우세한 인종적 긴장이 없는 것으로 저명한 강한 우애를 개발하였다. 이 환경의 일부는 1960년 팀의 봄 훈련 호텔의 인종적으로 합침으로부터 막아졌고, 깁슨과 동료 선수 빌 화이트는 팀 안에서 인종적 치욕들의 사용을 멈추고 맞서는 데 일하였다. 8월 23일 카디널스는 필라델피아 필리스의 11개의 경기 뒤에 밀리고 9월 21일 6과 반의 경기의 뒤로 밀리는 데 남아있었다. 카디널스의 9개의 경기 연전연승과 필리스의 10개의 경기 연전연패의 결합은 그러고 나서 시즌을 결승 경기로 데려왔다. 카디널스는 뉴욕 메츠를 향하고 깁슨은 5회의 이닝에서 구원 투수로서 경기에 들어갔다. 당시 자신이 들어간 경기에 필리스가 신시내티 레즈에 4 대 0으로 앞선 것을 깨달은 깁슨은 자신의 동료 선수들이 승리를 얻는 데 후원의 11개의 득점을 매기는 동안에 4개의 이닝을 투구하는 데 진행하였다.
그들은 다음에 1964년 월드 시리즈에서 뉴욕 양키스를 향하였다. 깁슨은 자신이 2번째 경기에 패하고, 그러고 나서 5번째 경기를 우승하면서 시리즈의 7개의 경기들의 3개를 위하여 양키스의 출발 투수 멜 스토틀마이어를 상대로 매치를 했다. 7번째 경기에서 깁슨은 자신이 필 린즈와 클리트 보이어에게 홈런을 허용한 9회 이닝으로 투구하여 카디널스를 위하여 7대 5의 득점을 만들었다. 카디널스의 불펜에서 레이 새더키가 준비 운동을 하면서 깁슨은 최후의 아웃을 위하여 보비 리처드슨을 은퇴시켜 1946년 이래 카디널스에 그들의 첫 월드 시리즈 우승을 쥐었다. 자신의 2개의 승리와 함께 깁슨은 31명의 타자를 스트라이크아웃 시키면서 월드 시리즈 신기록을 세웠다.
깁슨은 1965년 시즌에 다시 올스타 팀으로 이루고 8월에 의하여 카디널스가 페넌트 경주의 밖으로 나갈 때 처음으로 만약 그가 20개의 경기들에 이길 수 있었다는 것을 보는 데 깁슨에 주의가 돌려졌다. 깁슨은 아직도 시즌의 마지막 날 카디널스의 새 감독 레드 숀딘스트가 많은 정규적 선수를 쉬게 한 경기에 20번을 이기는 데 찾고 있었다. 1966년 시즌은 카디널스를 위한 부시 메모리얼 스타디움의 개장에 특색을 이루었고, 깁슨은 그해에는 물론 고향 관중들 앞에서 올스타 경기에 활약하는 데 선출되었다.
카디널스는 1967년 시즌 올스타 브레이크에 대비하는 지도를 하는 데 3개와 절반의 경기를 세우고 깁슨은 그해 올스타 경기의 7번째와 8번째 이닝을 투구하였다. 깁슨은 그러고 나서 7월 15일 로베르토 클레멘테가 자신의 오른쪽 다리를 칠 때 피츠버그 파이리츠를 향하였다. 자기 다리가 부러진 것을 깨닫지 못한 그는 발목 위에 자신의 오른쪽 비골이 똑 부러지기 전에 3명의 타자들을 향하였다. 깁슨이 9월 7일 복귀한 후 카디널스는 9월 18일 내셔널 리그 페넌트를 확보하여 샌프란시스코 자이언츠의 10과 절반의 경기를 앞섰다.
보스턴 레드삭스를 상대로 1967년 월드 시리즈에서 깁슨은 3개의 완료된 경기의 승리(1번째, 4번째와 7번째 경기)에 14개의 안타를 허용하여 크리스티 매슈슨의 1905년 월드 시리즈 기록을 동일하게 하였다. 1964년에 하듯이 깁슨은 7번째 경기에서 경기의 승리를 완료하는 데 투구하고 경기를 3 대 0으로 마든 홈런을 치면서 방어적으로 공헌하였다. 깁슨은 다수의 월드 시리즈의 7번째 경기의 결승을 위하여 투수판에 놓이는 데 단 하나의 투수가 되었다.

### 1968 - 올해의 투수
1968년 시즌은 "투수의 해"로 알려졌고 깁슨은 투수 지배의 선두였다. 그의 득점 평균은 라이브볼 시기의 기록 1.12이었음은 물론 300 혹은 더 많은 이닝이 투구된 메이저 리그 기록이다. 그 일은 54년 전  더치 레너드의 0.96 마크 이래 최저의 메이저 리그 방어율이었다. 깁슨은 13개의 완봉을 던져 16개의 완봉의 동료 네브래스카 출신인 그로버 클리블랜드 알렉산더의 1916년 메이저 리그 기록보다 3점 적었다. 그는 6월과 7월 12개의 출발 경기들을 전부 우승하고 모든 시간에 완투 시합을 투구하며 108개의 이닝에서 6개의 득점만을 허용하였다. 깁슨은 이 범위 동안에 47개의 연속적 무득점 이닝을 투구하였으며, 당시 메이저 리그 역사상 3번째로 장기적 무득점 범위였다. 그는 또한 91명의 타자들을 스트라이크아웃 시키고 2개의 연속적 이달의 내셔널 리그 선수상을 수상하였다. 깁슨은 시작된 34개의 경기 중 28개의 완투 시합과 함께 시즌을 끝냈다.
깁슨은 내셔널 리그 MVP 상을 받았으며, 2014년 또 다른 내셔널 리그 투수 클레이턴 커쇼가 수상할 때까지 아니었다. 데니 매클레인이 아메리칸 리그 MVP 상을 받으면서 1968년은 투수들에게 간 양 MVP 상들이 간 단 하나의 해로 남아있다. 그해 시즌을 위하여 상대 타자들은 .184의 타구 평균, .233의 출루율과 .236의 장타율만을 타구하였다. 깁슨은 22개의 우승을 상대로 9개의 경기들에 패하였고 1.12의 방어율의 낮은 기록에도 불구하고 야구를 통하여 빈혈의 타구는 그의 카디널스 팀을 포함하였다. 1968년의 카디널스는 팀을 이끄는 홈런과 방어율의 총계가 각각 16과 79 만인 동안에 1명의 .300 타자를 가졌다. 깁슨은 2개의 1대 0 경기를 패하였는 데 그 중의 하나는 9월 17일 자이언츠의 투수 게일로드 페리의 무안타에게였다. 그 경기에서 자이언츠의 득점은 가벼운 타구의 론 헌트에 의한 첫 이닝 홈런에 왔다.
1968년 월드 시리즈의 첫 경기에서 깁슨은 단 하나의 경기에서 스트라이크아웃을 위하여 월드 시리즈 기록을 세우는 데 17명의 디트로이트 타이거스 선수들을 스트라이크아웃 시켰다. 그는 또한 월드 시리즈 경기의 각각 이닝에서 최소한 1명의 타자를 스트라이크아웃 시키는 데 단 하나의 투수로서 에드 월시에게 가입하였다. 9번째 이닝에서 미키 스탠리에 1루타를 허용한 후, 깁슨은 타이거스의 강타자들 알 칼라인, 놈 캐시와 윌리 호턴을 스크라이크 아웃 시키면서 경기를 끝냈다.
월드 시리즈의 4번째 경기에서 다음에 투구한 깁슨은 타이거스의 최고 투수 데니 매클레인을 10 대 1의 득점으로 꺾었다. 팀들은 지속적으로 싸우면서 10월 10일 세인트루이스에서 열린 7번째 경기에서 또 다른 승부 경기를 위하여 무대를 세웠다. 이 경기에서 깁슨은 타이거스의 투수 미키 롤리치를 상대로 매치했고 둘은 첫 6번째 이닝들을 위한 자기들 상대의 무득점을 보유하는 데 진행하였다. 7번째의 정상에서 깁슨은 2개의 연속적 1루타를 허용하기 전에 첫 2명의 타자를 물러나게 하였다. 타이거스의 타자 짐 노스럽은 그러고 나서 중견수 커트 플러드의 머리 위로 2개의 3루타를 쳐 타이거스를 시리즈의 우승으로 이끌었다.

### 1969 ~ 75
1969년 규칙의 변화들이 달성하는 데 곁으로 문화적과 재정적 영향들이 증가적으로 야구에 영향을 끼치기 시작하였다. 2월 4일 깁슨은 《The Tonight Show Starring Johnny Carson》에 나와 메이저 리그 베이스볼 선수 협회가 다가오는 시즌이 시작되기 전에 선수들이 파업으 숙고한다고 제안하였다. 하지만 카디널스와 팀의 소유자 구지 부시에 의하여 그해를 위한 1백 2십만 5천 달러의 샐러리가 동의되면서 깁슨 자신은 당장의 근심을 가지지 않고 최고의 싱글 시즌 샐러리를 위한 프랜차이즈 신기록을 세웠다.
현저한 규칙의 변화에 불구하고 리그의 최고 투수의 하나로서 깁슨의 지위는 즉시 영향력을 끼지 않았다. 1969년 그는 2.18의 방어율, 4개의 완봉과 28개의 완투 시합과 함께 20승 13패로 갔다. 5월 12일 깁슨은 로스앤젤레스 다저스에 6 대 2 우승의 7번째 이닝에서 9개의 투구들에 3명의 타자들을 삼진아웃 시켰다. 깁슨은 "명백한 이닝"을 던지는 데 9번째 내셔널 리그 투수와 메이저 리그 역사상 15번째 투수가 되었다. 컵스를 상대로 7월 4일의 경기의 10번째 이닝으로 투구한 후, 깁슨은 60개의 연속적 출발보다 더 많은 출발에서 처음으로 이닝을 끝내지 않고 경기로부터 물러났다. 그해의 올스타 경기에 참가한 후, 깁슨은 7개의 다른 시즌들에서 200개의 스트라이크아웃 상승 단계에 도달하는 데 메이저 리그 역사상 3번째 투수가 되었다.
깁슨은 오르내리는 1970년 시즌을 경험하여 자신 경력 처음으로 너클볼과 함께 실험하는 데 의지한 7월의 폭락에 의하여 낮은 포인트에 특정을 지었다. 빠르게 깁슨은 형성으로 돌아와 7월 28일 7개의 우승의 연전 연승을 시작하여 8월 12일 샌디에이고 파드리스를 상대로 5대 4의 우승의 14개의 이닝 전부를 투구하였다. 그는 8월을 위하여 마지막이자 자신의 4번째 이달의 내셔널 리그 선수 상을 수상하였고 다시 한번 내셔널 리그 사이 영 상 수상자였다.
깁슨은 대타자로서 카디널스에 의하여 어쩌다 이용되었고, 1970년 그는 댈 맥스빌보다 더 높은 100점을 넘은 109개의 타수에서 시즌을 위하여 .303점을 타구하였다. 자신의 경력을 위하여 그는 44개의 2루타, 5개의 3루타, 24개의 홈런과 144개의 방어율, 거기에 더하여 13개의 도루와 함께 .206점을 타구하였다.
1971년 8월 깁슨은 2개의 하이라이트를 획득하였다. 그달의 4일 그는 자신의 200번째 경력 승리를 위하여 부시 메모리얼 스타디움에서 자이언츠를 7대 2로 꺾었다. 10일 후에 경기의 마지막 아웃을 포함하여 그의 10개의 스트라이크아웃 중의 3개는 윌리 스타젤에게였다. 무안타는 1907년 엑스포지션 파크에셔 닉 매덕스 이래 피츠버그에서 처음이었고, 쓰리 리버스 경기장의 전임 포브스 필드의 역사상 62년에 아무런 무안타가 투구되지 않았다. 그는 3000명 이상의 타자들을 스트라이크아웃시키는 데 월터 존슨에 이어 메이저 리그 역사상 2번째 투수였고 내셔널 리그에서 첫 투수였다. 그는 이 일을 1974년 7월 17일 부시 스타디움에서 성취를 이루었으며 희생자는 신시내티 레즈의 시저 게로미노였다. 깁슨은 1972년 시즌을 0승 5패로 가면서 시작하였으나 7월 21일 승리를 위하여 제시 헤인스의 클럽 기록을 깨고 19개의 우승과 함께 한해를 끝냈다.
1974년 여름에 깁슨은 연정 연승을 함께 놓는 데 자신이 할 수 있던 희망을 느꼈으나 지속적으로 자신의 무릎에 지속적으로 팽창의 용기를 주었다. 1975년 1월 깁슨은 그해 시즌의 말기에 은퇴를 하리라고 공고하였다. 그해 시즌 동안에 그는 5.04의 방어율과 함께 3승 10패로 갔다.
1963년부터 1970년까지 8개의 시즌들에서 깁슨은 .658의 우승률을 위하여 156개의 경기를 우승하고 81개의 경기를 패하였다. 그는 9개의 골든 글러브 상을 수상하고 2회의 월드 시리즈 MVP 상(1964, 1967)이 수여되었으며, 2회의 사이 영 상(1968, 1970)을 수상하였다.

## 선수 이후의 경력
1975년 시즌의 말기에 오마하의 저택으로 돌아오기 전에 카디널스의 총지배인 빙 데빈은 높은 등급의 클럽 공무원들로부터 찬성에 불확정이던 직업을 마련하였다. 자신의 미래 경력의 행로에 확실하지 않은 깁슨은 거절하였고 1975년 오프시즌 동안에 카디널스가 퇴직 선물로서 그에게 주어진 이동 주택차를 미국 서부를 가로질러 여행하는 데 이용하였다. 오마하로 돌아온 깁슨은 지속적으로 지방 은행에 근무하였고 KOWH 라디오 방송국에서 주요 투자자였으며 "Gibson's Spirits and Sustenance" 식당을 운영하기 시작하였다.
당시 메츠의 감독 조 토리와 함께 코치 직업을 받아들인 후 깁슨은 1981년 야구로 돌아왔다. 토리는 깁슨의 직위를 메이저 리그 역사상 처음으로 그런 타이틀이던 "자세의 코치"로 지었다. 토리와 그의 코치들이 그해 시즌의 말기에 놓아진 후 토리는 1982년 자신이 깁슨을 투수 코치로 기용한 애틀랜타 브레이브스를 감독하러 갔다. 브레이브스는 1969년 이래 처음으로 내셔널 리그 페넌트를 위하여 도전하는 데 진행하여 최후적으로 1982년의 내셔널 리그 챔피언십 시리즈에서 카디널스에에 패하였다. 깁슨은 1984년 시즌 말기까지 토리와 함께 브레이브스의 코치들에 남아있었다. 깁슨은 그러고나서 1985년부터 1989년까지 KMOX 라디오 방송국에 카디널스의 경기를 위한 경기 이전과 이후의 쇼를 개최하는 일을 하였다. 그는 또한 1990년 ESPN에 야구 경기를 위하여 해설자를 지내기도 하였으나 자신의 가족으로부터 너무 많은 휴가를 가진 근심들에 그 직위에 지속적으로 일하는 데 선택을 거절하였다. 1995년 깁슨은 다시 토리의 투수 코치로 지냈으며, 이번에는 카디널스로 돌아왔다.

### 명예

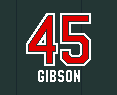
1975년 카디널스에 의하여 영구 결번된 깁슨의 등번호 45

1975년 9월 1일 세인트루이스 카디널스에 의하여 깁슨의 등번호 45번이 영구 결번되었다. 1981년 그는 미국 야구 명예의 전당으로 헌액되었다. 1999년 그는 스포팅 뉴스 100명의 위대한 야구 선수들의 명단에 31위로 왔고 메이저 리그 베이스볼 올센추리 팀으로 선출되었다. 그는 세인트루이스 명예의 거리에 스타를 가지고 있다. 해리 웨버에 의하여 만들어진 깁슨의 동상이 부시 스타디움 외부에 놓여 다른 카디널스의 위대한 선수들과 더불어 깁슨을 기념하고 있다. 2013년 그의 고향 오마하에 있는 워너 공원으 외부에 또 다른 그의 동상의 제막식이 거행되었다. 오마하에 있는 칼리지 월드 시리즈의 전 홈구장 로젠블랫 스타디움의 북부에 있는 거리는 "Bob Gibson Boulevard"로 이름이 지어졌다. 2014년 1월 카디널스는 깁슨을 22명의 전 선수들과 인물들과 더불어 그해의 클래스를 위한 세인트루이스 카디널스 명예의 전당에 헌액되는 데 공고하였다.

## 사망
2020년 10월 2일 오마하에서 오랫동안 췌장암과 투병해 온 끝에 84세의 나이로 사망하였다.

## 수상 경력
- 올스타 선정 6회 (1962, 1965, 1966, 1967, 1968, 1969, 1970, 1972)
- 월드 시리즈 우승 2회 (1964, 1967)
- 골든 글러브 수상 9회 (1965, 1966, 1967, 1968, 1969, 1970, 1971, 1972, 1973)
- 내셔널 리그 MVP (1968)
- 내셔널 리그 사이 영 상 수상 2회 (1968, 1970)
- 월드 시리즈 MVP 2회 (1964, 1967)
- 미국 야구 명예의 전당 헌액 (1981) (투표율 84.0%)